# Roveň (szczyt)
Roveň (683 m) – szczyt wznoszący się między miejscowościami Štítnik i Honce na Słowacji. Stanowi zakończenie południowego grzbietu Repiska (796 m), który poprzez szczyty Siva skála (740 m) i Roveň opada w widły Hončianskiego Potoku (Hončiansky potok), potoku Roveň i rzeki Štítnik. W słowackiej regionalizacji zaliczany jest do Pogórza Rewuckiego (Revúcka vrchovina).
Roveň jest całkowicie porośnięty lasem. Stoki południowe są dość strome. U wschodnich podnóży, w miejscowości Honce, znajdują się dwa kamieniołomy.